# Sofiane Bouchar
Mohamed Sofiane Bouchar (sinh ngày 21 tháng 5 năm 1994) là một cầu thủ bóng đá người Algérie thi đấu cho CR Belouizdad ở Giải bóng đá hạng nhất quốc gia Algérie. Ngày 1 tháng 2 năm 2014, Bouchar có màn ra mắt khi đá chính trước MC Oran.

## Danh hiệu
ES Sétif
- Giải bóng đá hạng nhất quốc gia Algérie (2): 2014–15, 2016–17
- Siêu cúp bóng đá Algérie: 2015